# .in
.inはインドの国別コードトップレベルドメイン(ccTLD)。インド国立インターネット交換局（NIXI）の下、政府に指定されたINRegistryが管理を行っている。
2005年の時点で.inドメインの方針はかなり自由化されており、.inに続くセカンドレベルドメインの登録は無制限。以下のような、自由化以前に作られた分類も利用可能。
- .in（インドに存在する企業・個人・組織の誰もが利用可能）
- .co.in（銀行・企業・商標用）
- .firm.in（小売店・組合・事務局・個人事業主用）
- .net.in（ISP用）
- .org.in（NPO用）
- .gen.in（その他）
- .ind.in（個人用）

公的な組織のために6つの分類が用意されている。
- .ac.in（学術施設）
- .edu.in（教育施設）
- .res.in（調査施設）
- .ernet.in（教育調査施設）
- .gov.in（政府）
- .mil.in（軍）

.inドメインの自由化以前の1992年から2004年の間はわずか7千の登録しかなかったが、2006年の終わりには、150カ国以上のユーザーから登録され、20万以上まで登録者を伸ばした。インド・ドイツ・アメリカの登録者は、全登録者のおよそ80パーセントに及ぶ。
.nic.inドメインはインドの国立情報センター(National Informatics Centre)のために予約されたものであったが、実際にはインドの政府組織のほとんどがnic.inドメインを取得するに至った。

## 国際化ccTLD
インドでは、インド国内で使われている22の言語についての国際化ドメイン名を導入しようとした。
以下の2つは利用可能になっている。
- .भारत（デーヴァナーガリー）は以下のドメインが利用可能である。[2]

| デーヴァナーガリー | 英字転記       |
| भारत                | .bharat        |
| कंपनी.भारत            | company.bharat |
| विद्या.भारत            | vidya.bharat   |
| सरकार.भारत           | sarkar.bharat  |
|                    |                |

- .இந்தியா（タミル語）は2015年に利用可能になった。[3]

以下のものは、割当はされたが、2015年11月現在で利用できない。
- .ভারত（ベンガル語）
- .ਭਾਰਤ（グルムキー文字）
- .ભારત（グジャラート語）
- .భారత్（テルグ語）
- .بھارت（ウルドゥー語）